# Mystrium camillae
Mystrium camillae — вид мурашок з підродини Amblyoponinae.

## Поширення
Вид поширений в Індії, Південно-Східній Азії, на півдні Китаю, у Новій Гвінеї, на півночі Австралії.

## Опис
Середнього розміру мурахи з широкою субквадратною головою і довгими зазубреними щелепами, прикріпленими біля бічних країв передньої частини кліпеуса. Робочі мурахи бурого або цегляного забарвлення, вкриті лопатоподібними волосками. Розміри робочих мурах: довжина голови 0,81-1,75 мм, ширина голови 0,85-1,64 мм, відношення ширини голови до її довжини 88:105, довжина скапуса 0,50-1,00 мм, відношення довжини скапуса до ширини голови 54:64, довжина мандибул 0,52-1,75 мм, довжина грудей 0,91-1,49 мм, ширина пронотума 0,47-0,80 мм. Максилярні щупики складаються з 4 члеників; 2-й сегмент коротший за 1-го; 1-й членик дуже широкий. На передньому краї налічника 6-7 зубців
Мурашкам Mystrium camillae належить рекорд серед тварин за швидкістю змикання щелеп на жертві: до 320 км/год (89 м/с), тобто триває 23 мс. Раніше рекорд належав Odontomachus bauri (вони кусають зі швидкістю від 126 до 230 км/год, тобто не швидше 64 м/с).

## Спосіб життя
Мешкають у тропічних дощових лісах. Гнізда будують у ґрунті під камінням або гнилим деревом. Розмір колонії до 200 особин. Хижаки, які спеціалізуються на великих багатоніжках. Довгі нижні щелепи пристосовані для захоплення здобичі, що швидко рухається.

## Галерея

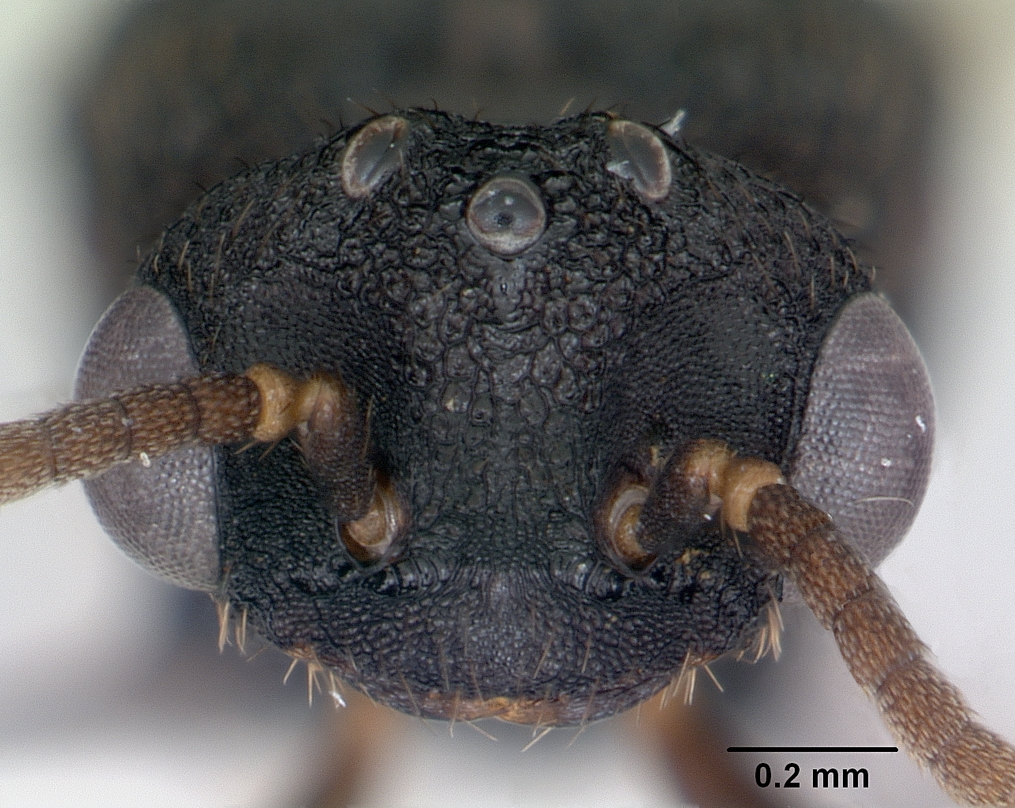
Голова самця Mystrium camillae
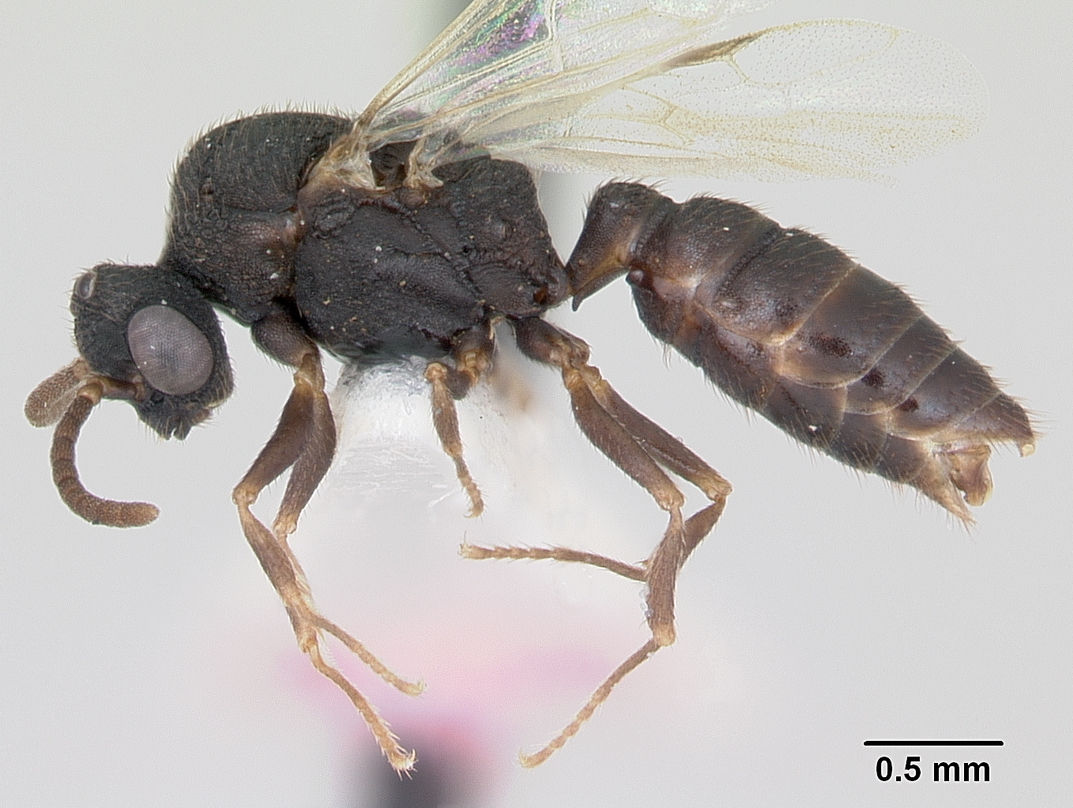
Самець збоку
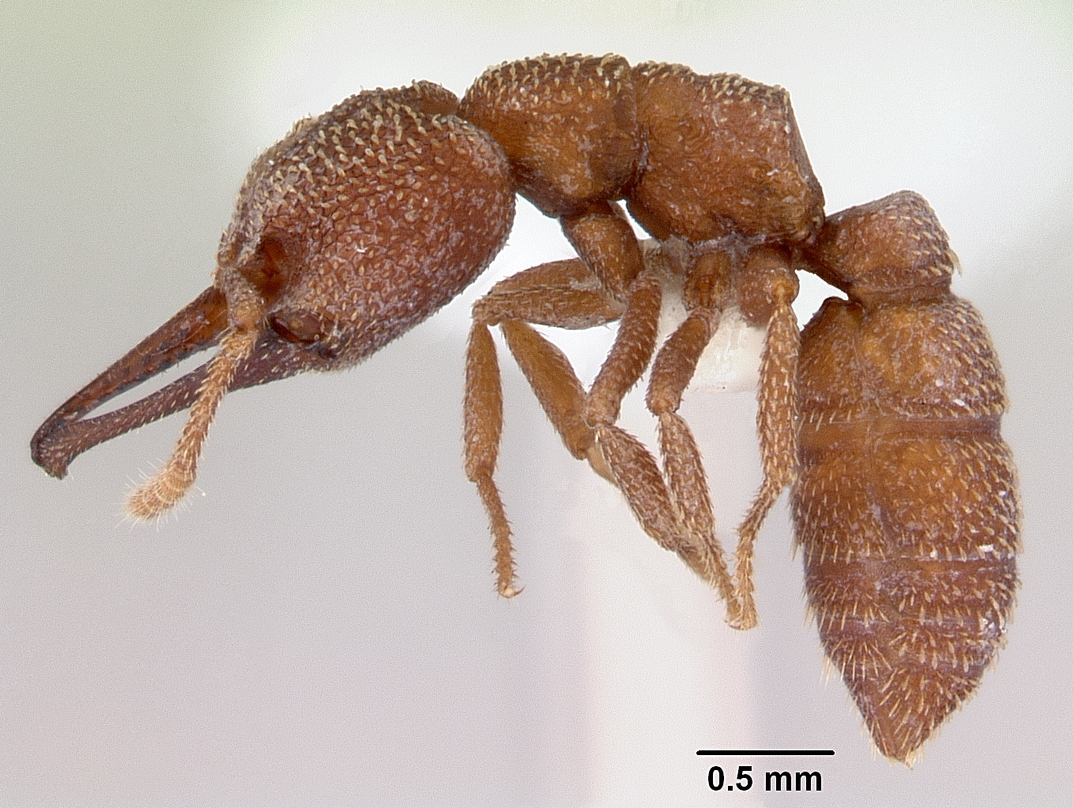
Робоча мураха збоку
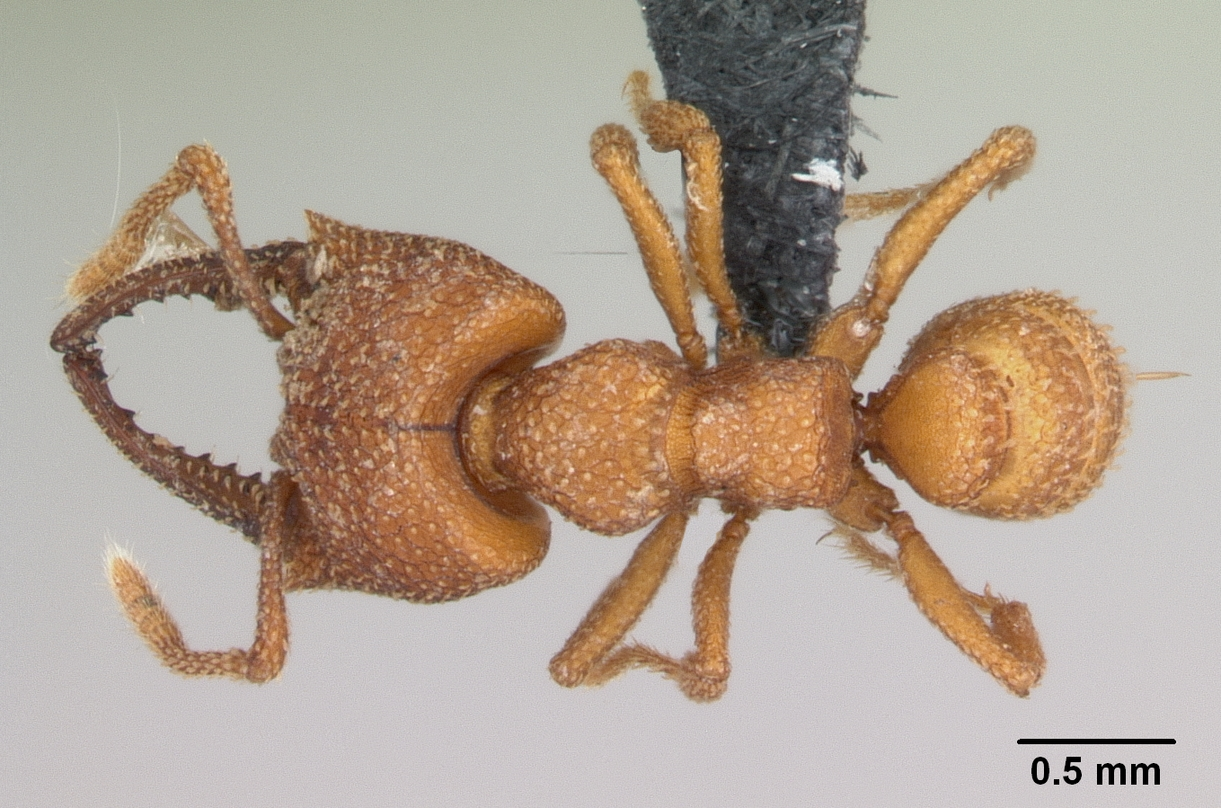
Робоча мураха зверху